# フレパー・ネットワークス
フレパー・ネットワークス株式会社は日本のコンピュータ関連企業。本社は東京都港区。電気通信事業者（届出番号A-19-9468）
主力製品はマルチメディア端末、メタバース構築ソフトウェアなど。
以下記事内では「フレパー」と略す。

## マルチ商法との関係
フレパーを巡っては、いわゆるマルチ商法との関連がたびたび取りざたされている。
元々フレパー及び関連会社の「I.D.R」では、メタバースサービスとして「Xing World」を開発し、そのメタバースを利用するためのソフトウェア等を収めたキットをビズインターナショナル（以下「ビズ社」）という別の会社が販売するという関係が存在していたが、このキット販売を巡ってビズ社が2009年11月27日付で消費者庁より業務停止命令を受けているほか（詳しくはXing Worldを参照）、フレパーも2010年2月に国税局の指摘により、他の2社との合計で90億円を超える所得隠しを行っていると指摘された。
フレパーでは2009年4月にNTTドコモといわゆる仮想移動体通信事業者（MVNO）としてのサービス提供に関する基本合意書を締結し交渉を進めていたが、これらの問題が影響し同年11月30日にドコモ側から交渉の打ち切りが発表されている。
さらに2010年5月27日には、Xing Worldの販売に関してフレパーやビズ社などに一斉に警察の家宅捜索が入った。同日の家宅捜索は、消費者庁による業務停止命令が同日付で切れることから、事業再開による被害拡大を恐れた警察側が強制捜査に踏み切ったものであるという。この件ではフレパーと同じく宮之内誠人が社長を務める投資会社「MIT」が無登録でビズ社の会員に金融商品を販売したとして、2011年6月14日に社長の宮之内らが逮捕され、同年7月5日には宮之内らが詐欺で再逮捕され、ビズ社社長の石原茂男も特定商取引法違反で逮捕された。
2013年4月10日、社長の宮之内に懲役3年執行猶予5年、罰金200万円の有罪判決が下った。